# Australian Open-mesterskabet i herredouble 2017
Australian Open-mesterskabet i herredouble 2017 var den 105. turnering om Australian Open-mesterskabet i herredouble. Turneringen var en del af Australian Open 2017 og blev spillet i Melbourne Park i Melbourne, Victoria, Australien i perioden 18. - 28. januar 2017.
Mesterskabet blev vundet af Henri Kontinen og John Peers, der var seedet som nr. 4, og som i finalen besejrede tredjeseedede Bob og Mike Bryan med 7-5, 7-5 på en time og 14 minutter. Den finsk-australske duo, der var regende ATP Finals-mestre, vandt dermed begge deres første grand slam-titel i herredouble. For John Peers var det endvidere den første grand slam-titel overhovedet, da han tidligere har havde tabt to grand slam-finaler i herredouble sammen med Jamie Murray (Wimbledon 2015 og US Open 2015), og han blev endvidere den første australske vinder af Australian Open-mesterskabet i herredouble siden Todd Woodbridge i 2001. Henri Kontinen var i sin første grand slam-finale i herredouble men havde tidligere vundet en grand slam-titel i mixed double sammen med Heather Watson i Wimbledon 2016.
Det betød samtidig, at Bryan-brødrene ikke formåede at tangere John Newcombes rekord på 17 grand slam-titler i herredouble.
De forsvarende mestre, Jamie Murray og Bruno Soares, tabte allerede i første runde til Sam Querrey og Donald Young.

## Pengepræmier og ranglistepoint
Den samlede præmiesum til spillerne i herredouble androg A$ 2.994.000 (ekskl. per diem), hvilket var en stigning på knap 5 % i forhold til året før.
| Resultat                   | Pengepræmier | Pengepræmier | Ændring ift. 2016 | ATP-point |
| Resultat                   | Pr. par      | Total        | Ændring ift. 2016 | ATP-point |
| -------------------------- | ------------ | ------------ | ----------------- | --------- |
| Vinder (1 par)             | A$ 660.000   | A$ 660.000   | +3,9 %            | 2.000     |
| Finalist (1 par)           | A$ 330.000   | A$ 330.000   | +4,8 %            | 1.200     |
| Semifinalister (2 par)     | A$ 165.000   | A$ 330.000   | +4,8 %            | 720       |
| Kvartfinalister (4 par)    | A$ 82.500    | A$ 330.000   | +5,1 %            | 360       |
| Tabere i 3. runde (8 par)  | A$ 45.000    | A$ 360.000   | +4,7 %            | 180       |
| Tabere i 2. runde (16 par) | A$ 27.000    | A$ 432.000   | +5,9 %            | 90        |
| Tabere i 1. runde (32 par) | A$ 17.250    | A$ 552.000   | +4,5 %            | 0         |
| Samlet præmiesum           | -            | A$ 2.994.000 | +4,7 %            | -         |

## Turnering

### Deltagere
Turneringen har deltagelse af 64 par, der er fordelt på:
- 57 direkte kvalificerede par i form af deres ranglisteplacering.
- 7 par, der har modtaget et wild card.

#### Seedede par
De 16 bedst placerede af parrene på ATP's verdensrangliste blev seedet:
| Seedning | Spillere                             | Resultat     |
| -------- | ------------------------------------ | ------------ |
| 1        | Pierre-Hugues Herbert Nicolas Mahut  | Kvartfinale  |
| 2        | Jamie Murray Bruno Soares            | Første runde |
| 3        | Bob Bryan Mike Bryan                 | Finale       |
| 4        | Henri Kontinen John Peers            | Vindere      |
| 5        | Feliciano López Marc López           | Tredje runde |
| 6        | Raven Klaasen Rajeev Ram             | Anden runde  |
| 7        | Łukasz Kubot Marcelo Melo            | Tredje runde |
| 8        | Daniel Nestor Édouard Roger-Vasselin | Anden runde  |

| Seedning | Spillere                          | Resultat     |
| -------- | --------------------------------- | ------------ |
| 9        | Ivan Dodig Marcel Granollers      | Kvartfinale  |
| 10       | Treat Huey Maks Mirnyj            | Anden runde  |
| 11       | Jean-Julien Rojer Horia Tecău     | Tredje runde |
| 12       | Vasek Pospisil Radek Štěpánek     | Første runde |
| 13       | Mate Pavić Alexander Peya         | Første runde |
| 14       | Juan Sebastián Cabal Robert Farah | Tredje runde |
| 15       | Rohan Bopanna Pablo Cuevas        | Anden runde  |
| 16       | Dominic Inglot Florin Mergea      | Tredje runde |

#### Wild cards
Syv par modtog et wild card til turneringen.
| Spiller                         | Resultat     |
| ------------------------------- | ------------ |
| Matthew Barton Matthew Ebden    | Anden runde  |
| Alex Bolt Bradley Mousley       | Kvartfinale  |
| Alex De Minaur Max Purcell      | Første runde |
| Hsieh Cheng-Peng Yang Tsung-Hua | Første runde |
| Marc Polmans Andrew Whittington | Semifinale   |
| Matt Reid John-Patrick Smith    | Første runde |
| Luke Saville Jordan Thompson    | Første runde |

### Resultater

#### Kvartfinaler, semifinaler og finale
| Pierre-Hugues Herbert |
| Nicolas Mahut         |

| Marc Polmans       |
| Andrew Whittington |

| Marc Polmans       |
| Andrew Whittington |

| Henri Kontinen |
| John Peers     |

| Henri Kontinen |
| John Peers     |

| Sam Groth      |
| Chris Guccione |

| Henri Kontinen |
| John Peers     |

| Ivan Dodig        |
| Marcel Granollers |

| Bob Bryan  |
| Mike Bryan |

| Bob Bryan  |
| Mike Bryan |

| Bob Bryan  |
| Mike Bryan |

| Pablo Carreño Busta    |
| Guillermo García-López |

| Pablo Carreño Busta    |
| Guillermo García-López |

| Alex Bolt       |
| Bradley Mousley |

#### Første, anden og tredje runde
| Pierre-Hugues Herbert |
| Nicolas Mahut         |

| Andrian Mannarino |
| Adil Shamasdin    |

| Pierre-Hugues Herbert |
| Nicolas Mahut         |

| Jerzy Janowicz   |
| Marcin Matkowski |

| Jerzy Janowicz   |
| Marcin Matkowski |

| Fabio Fognini     |
| Fernando Verdasco |

| Pierre-Hugues Herbert |
| Nicolas Mahut         |

| Julien Benneteau |
| Jérémy Chardy    |

| Dominic Inglot |
| Florin Mergea  |

| Mariusz Fyrstenberg |
| Martin Kližan       |

| Julien Benneteau |
| Jérémy Chardy    |

| Luke Saville    |
| Jordan Thompson |

| Dominic Inglot |
| Florin Mergea  |

| Dominic Inglot |
| Florin Mergea  |

| Jean-Julien Rojer |
| Horia Tecău       |

| Philipp Petzschner |
| Mikhail Juzjnyj    |

| Jean-Julien Rojer |
| Horia Tecău       |

| Wesley Koolhof   |
| Matwé Middelkoop |

| Wesley Koolhof   |
| Matwé Middelkoop |

| Julio Peralta    |
| Horacio Zeballos |

| Jean-Julien Rojer |
| Horia Tecău       |

| Lu Yen-Hsun |
| Jiří Veselý |

| Marc Polmans       |
| Andrew Whittington |

| Marc Polmans       |
| Andrew Whittington |

| Marc Polmans       |
| Andrew Whittington |

| Andrés Molteni    |
| Diego Schwartzman |

| Daniel Nestor          |
| Édouard Roger-Vasselin |

| Daniel Nestor          |
| Édouard Roger-Vasselin |

| Henri Kontinen |
| John Peers     |

| Santiago González |
| David Marrero     |

| Henri Kontinen |
| John Peers     |

| Marcos Baghdatis |
| Gilles Müller    |

| Marcos Baghdatis |
| Gilles Müller    |

| Hsieh Cheng-Peng |
| Yang Tsung-Hua   |

| Henri Kontinen |
| John Peers     |

| Renzo Olivo |
| Guido Pella |

| Juan Sebastián Cabal |
| Robert Farah         |

| Dušan Lajović  |
| Viktor Troicki |

| Dušan Lajović  |
| Viktor Troicki |

| Ken Skupski  |
| Neal Skupski |

| Juan Sebastián Cabal |
| Robert Farah         |

| Juan Sebastián Cabal |
| Robert Farah         |

| Treat Huey  |
| Maks Mirnyj |

| Leander Paes |
| André Sá     |

| Treat Huey  |
| Maks Mirnyj |

| Matt Reid          |
| John-Patrick Smith |

| Sam Groth      |
| Chris Guccione |

| Sam Groth      |
| Chris Guccione |

| Sam Groth      |
| Chris Guccione |

| Guillermo Durán |
| João Sousa      |

| Marcus Daniell    |
| Marcelo Demoliner |

| Marcus Daniell    |
| Marcelo Demoliner |

| Marcus Daniell    |
| Marcelo Demoliner |

| Aljaksandr Buryj |
| Paolo Lorenzi    |

| Raaven Klaasen |
| Rajeev Ram     |

| Raaven Klaasen |
| Rajeev Ram     |

| Łukasz Kubot |
| Marcelo Melo |

| Johan Brunström    |
| Andreas Siljeström |

| Łukasz Kubot |
| Marcelo Melo |

| Nicholas Monroe |
| Artem Sitak     |

| Nicholas Monroe |
| Artem Sitak     |

| James Cerretani |
| Philipp Oswald  |

| Łukasz Kubot |
| Marcelo Melo |

| Robert Lindstedt |
| Michael Venus    |

| Ivan Dodig        |
| Marcel Granollers |

| Andre Begemann     |
| Jan-Lennard Struff |

| Robert Lindstedt |
| Michael Venus    |

| Malek Jaziri    |
| Stéphane Robert |

| Ivan Dodig        |
| Marcel Granollers |

| Ivan Dodig        |
| Marcel Granollers |

| Mate Pavić     |
| Alexander Peya |

| Jürgen Melzer        |
| Aisam-ul-Haq Qureshi |

| Jürgen Melzer        |
| Aisam-ul-Haq Qureshi |

| Facundo Bagnis    |
| Federico Delbonis |

| Brian Baker   |
| Nikola Mektić |

| Brian Baker   |
| Nikola Mektić |

| Brian Baker   |
| Nikola Mektić |

| Dustin Brown         |
| Albert Ramos Viñolas |

| Bob Bryan  |
| Mike Bryan |

| Nenad Zimonjić |
| Mischa Zverev  |

| Nenad Zimonjić |
| Mischa Zverev  |

| Paul-Henri Mathieu |
| Benoît Paire       |

| Bob Bryan  |
| Mike Bryan |

| Bob Bryan  |
| Mike Bryan |

| Feliciano López |
| Marc López      |

| Aleksandr Dolgopolov |
| Gerald Melzer        |

| Feliciano López |
| Marc López      |

| Jonathan Eysseric |
| Fabrice Martin    |

| Jonathan Eysseric |
| Fabrice Martin    |

| Purav Raja   |
| Divij Sharan |

| Feliciano López |
| Marc López      |

| Pablo Carreño Busta    |
| Guillermo Garcia-Lopez |

| Pablo Carreño Busta    |
| Guillermo Garcia-Lopez |

| Alex De Minaur |
| Max Purcell    |

| Pablo Carreño Busta    |
| Guillermo Garcia-Lopez |

| Matthew Barton |
| Matthew Ebden  |

| Matthew Barton |
| Matthew Ebden  |

| Vasek Pospisil |
| Radek Štěpánek |

| Rohan Bopanna |
| Pablo Cuevas  |

| Thomaz Bellucci |
| Máximo González |

| Rohan Bopanna |
| Pablo Cuevas  |

| Robin Haase   |
| Florian Mayer |

| Alex Bolt       |
| Bradley Mousley |

| Alex Bolt       |
| Bradley Mousley |

| Alex Bolt       |
| Bradley Mousley |

| Jonathan Ehrlich |
| Scott Lipsky     |

| Sam Querrey  |
| Donald Young |

| Karen Khatjanov  |
| Andrej Kuznetsov |

| Karen Khatjanov  |
| Andrej Kuznetsov |

| Sam Querrey  |
| Donald Young |

| Sam Querrey  |
| Donald Young |

| Jamie Murray |
| Bruno Soares |